# Natural Bridges National Monument Visitor Center
Le Natural Bridges National Monument Visitor Center est un office de tourisme américain situé dans le comté de San Juan, dans l'Utah. Protégé au sein du Natural Bridges National Monument, il est inscrit au Registre national des lieux historiques depuis le 18 août 2023.